# Benjamin Kanuric
Benjamin Kanuric (* 26. Februar 2003 in Enns) ist ein österreichischer Fußballspieler. Er steht seit Sommer 2025 beim Leixões SC unter Vertrag.

## Karriere

### Verein
Kanuric begann seine Karriere beim LASK. Zur Saison 2011/12 wechselte er in die Jugend des FC Red Bull Salzburg. Zwischen 2012 und 2014 spielte er beim Farmteam FC Liefering, ehe er zu Red Bull Salzburg zurückkehrte, wo er ab der Saison 2017/18 auch in der Akademie spielte. Im Februar 2018 wechselte er nach Deutschland in die Jugend des SV Deutz 05.
Im Februar 2019 kehrte er nach Österreich zurück und wechselte in die Akademie des SK Rapid Wien. Im August 2019 debütierte er gegen den SC Neusiedl am See für die Amateure von Rapid in der Regionalliga. Bis zum Saisonabbruch kam er zu drei Regionalligaeinsätzen. Mit Rapid II stieg er zu Saisonende in die 2. Liga auf.
Sein Debüt in der zweithöchsten Spielklasse gab er im September 2020, als er am ersten Spieltag jener Saison gegen den FC Liefering in der 85. Minute für Adrian Hajdari eingewechselt wurde. Im Juli 2021 stand Kanuric in der Qualifikation zur UEFA Champions League gegen Sparta Prag erstmals im Kader der ersten Mannschaft der Wiener. Im selben Monat debütierte er in der Bundesliga für die Profis von Rapid, als er am zweiten Spieltag der Saison 2021/22 gegen den LASK in der 84. Minute für Christoph Knasmüllner eingewechselt wurde. Obwohl der im November 2021 verpflichtete Trainer Ferdinand Feldhofer häufig auf junge Spieler setzte, stand Kanuric unter seiner Ägide nur noch ein einziges Mal im Spieltagskader der Bundesligamannschaft, sonst spielte er ausschließlich für die Reserve in der 2. Liga. Für diese kam er in der Saison 2021/22 zu 24 Einsätzen, in denen er fünf Tore erzielte.
Der mit seiner Rolle bei den Profis unzufriedene Kanuric äußerte im Juni 2022 seinen Wechselwunsch. Daraufhin wurde er dann zur Saison 2022/23 nach Deutschland an den Zweitligisten Arminia Bielefeld verkauft.
Im Sommer 2023 wechselte er zum Drittligisten FC Ingolstadt 04. Für Ingolstadt kam er insgesamt zu 71 Einsätzen in der 3. Liga, in denen er 14 Mal traf. Zur Saison 2025/26 wechselte er nach Portugal zu Zweitligist Leixões SC.

### Nationalmannschaft
Kanuric spielte im April 2018 erstmals für eine österreichische Jugendnationalauswahl. Im September 2019 debütierte er gegen Rumänien für die U-17-Auswahl. Im Juni 2021 debütierte er gegen Italien für die U-18-Mannschaft. Im September 2021 gab er gegen die Türkei sein Debüt im U-19-Team. Mit der U-19-Auswahl nahm er 2022 an der EM teil. Während des Turniers kam er in allen vier Partien zum Einsatz, mit Österreich schied er aber in der Gruppenphase aus und verpasste anschließend auch die Qualifikation für die WM.
Im September 2022 gab er gegen Montenegro sein Debüt für die U-21-Auswahl.

## Persönliches
Sein Bruder Adnan (* 2000) ist ebenfalls Fußballspieler, allerdings im Gegensatz zu Benjamin für bosnische Auswahlen aktiv.